# Albany (rzeka)
Albany (ang. Albany River) – rzeka w Kanadzie, w prowincji Ontario. Jej długość wynosi około 980 km (610 mil). Jest drugą najdłuższą rzeką w prowincji Ontario. 
Albany wypływa z jeziora Saint Joseph. Płynie w kierunku wschodnim. Uchodzi do Zatoki Jamesa (część Zatoki Hudsona) koło miasta Fort Albany. W jej górnym biegu znajduje się hydroelektrownia. Rzeka jest żeglowna na odcinku około 400 km.